# Blackburneus novus
Blackburneus novus är en skalbaggsart som beskrevs av Schmidt 1911. Blackburneus novus ingår i släktet Blackburneus och familjen Aphodiidae. Inga underarter finns listade.